# Pinhan (Var)
Pinhans (en francès Pignans) és un municipi francès situat al departament del Var i a la regió de Provença – Alps – Costa Blava.

## Demografia
| 1962                                       | 1968  | 1975  | 1982  | 1990  | 1999  | 2006  |
| ------------------------------------------ | ----- | ----- | ----- | ----- | ----- | ----- |
| 1.520                                      | 1.792 | 1.674 | 1.789 | 2.338 | 2.598 | 3.025 |
| Des de 1962: població sense dobles comptes |       |       |       |       |       |       |

## Administració
| Període   | Identitat          | Partit |
| --------- | ------------------ | ------ |
| 1983-2001 | Hubert Falco       | UDF    |
| 2001-2008 | Jean-Louis Raybaud |        |
| 2008-     | Patrick Astesana   | UMP    |